# 路口厝
路口厝，是臺灣彰化縣埤頭鄉的一個傳統地域名稱，位於該鄉南部。相較於今日行政區，其範圍大致包括竹圍村、中和村、庄內村，以現今縣道145及縣道152交會的路口為中心。

## 歷史
台灣清治末期至日治初期，路口厝地區為一街庄，稱為「路口厝庄」，隸屬於東螺西堡。該庄北與大湖厝庄、斗六甲庄為鄰，東與溪墘厝庄為鄰，南邊為水尾庄，西南邊及西邊為田頭庄、樹仔腳庄，西北邊為五庄仔庄。
1901年（日治明治三十四年）11月，全台廢縣廳改設二十廳，該庄隸屬於彰化廳。1903年（明治三十六年）6月，該庄編入「小埔心區」，隸屬於彰化廳。1909年（明治四十二年）10月，合併二十廳為十二廳，小埔心區改隸屬於臺中廳。1920年（大正九年），廢廳、支廳、區、街庄（舊制）改設州、郡、街庄（新制）、大字，該庄改制為「路口厝」大字，隸屬於臺中州北斗郡埤頭庄。
戰後埤頭庄改制為埤頭鄉，隸屬於臺中縣，大字亦改制為村。1950年10月，中、彰、投分治，埤頭鄉改隸屬彰化縣。

## 聚落
本地區發展較早的聚落有竹圍仔、路口厝、庄尾，在日治期初期的官方地圖上已有記載；其中主聚落路口厝位於本地區中部。

## 交通
國道1號又稱「中山高速公路」，是貫穿台灣西部的兩條縱向高速公路之一，大致以北北東—南南西走向繞大彎轉縱向經過路口厝地區東部邊界外不遠處。北側最近的交流道是與省道台1線、縣道152號、鄉道彰183線、縣道150號以引道連通的北斗交流道，南側最近的是位於濁水溪南岸省道台1線交會處的西螺交流道，由此等可快速前往國道1號沿線各地。
省道台1線（中山路一段、溪州大橋）又稱「縱貫公路」，是台北至屏東楓港的傳統平面幹道，大致先以東北微北—西南微南走向轉北北西—南南東走向經過本地區東南端。由該道路向東北微北可前往溪州市區、北斗、田尾、永靖等地，向南南東可前往西螺、莿桐、虎尾東北部、斗南等地。
縣道145號（彰水路一段）是埤頭至六腳鄉港尾寮的道路，大致以北微東—南微西走向由本地區北部邊界中央略偏西地帶入境，於路口厝聚落北側經縣道152號路口後轉東微南，出聚落後再轉南南東，至本地區極南點附近省道台1線舊線路口（中山路一段）轉南南西出境。由該道路向北微東可前往埤頭市區並止於縣道150號路口，向南南西可前往西螺、虎尾、土庫、元長等地。
縣道152號（溪林路）是大城鄉公館至名間的道路，大致以西北—東南走向由本地區西部邊界北側入境後，轉東微南經縣道145號路口後轉東微北，其後於本地區極東點略北側出境。由該道路向西北可前往竹塘、大城並止於省道台17線路口，向東微北轉東北再轉東可前往溪州、二水、名間並止於省道台3線路口。
鄉道彰176線（竹田路）是土庫子至田頭的道路，其東側端點位於本地區西南部近邊界地帶的縣道145號路口。由此向西北西至本地區西部邊界後沿邊界行一段路，至田頭聚落東北側轉西南西出境後，可前往田頭、樹子腳與番子寮交界地帶、番子寮與竹塘交界地帶、竹塘南部、竹塘與鹿寮交界地帶並止於土庫子聚落東北郊的省道台19線路口。
鄉道彰179線是竹圍子至下崁頭厝的道路，其北側端點位於本地區西部邊界北側的縣道152號路口。由此向南沿一小段邊界而行，其後因邊界線向東南移而出境，可前往樹子腳、田頭中部偏西南的下崁頭厝聚落並止於田頭堤防道路路口。
鄉道彰185線（嘉興路、中華路）是芙朝至路口厝的道路，其南側端點位於路口厝聚落北側偏東的縣道152號路口。由此向北轉東北蜿蜓而後，出境後可前往斗六甲、斗六甲與三塊厝交界地帶、三塊厝與牛稠子交界地帶、牛稠子並止於鄉道彰183線路口。

## 學校
- 中和國小